# Sisimiut
Sisimiut (tidligere Holsteinsborg) er en by i Vestgrønland ud mod Davisstrædet beliggende omtrent 320 km nord for Nuuk. Byen er administrativt center for Qeqqata Kommune og den næststørste by i Grønland. Befolkningen i Sisimiut er i dag en blanding af det oprindelige Inuit-folk og en del danskere. 
Sisimiut betyder oversat fra grønlandsk "De der bor ved rævehulerne", og det tidligere danske navn var Holsteinsborg opkaldt efter den danske greve Johan Ludvig Holstein. I 1996 gik alle grønlandske byer officielt over til deres grønlandske navne.
Arkitektonisk er Sisimiut en blanding af de traditionelle mangefarvede enfamilietræhuse og boligblokke opført som følge af den danske centraliseringspolitik op igennem 1960'erne. Byen er under udvikling imod nord. Især på den anden side af den smalle Ulkebugten mod lufthavnen er et område blevet reserveret til moderne forstadsbebyggelse.
Byen har den nordligste havn, som er isfri året rundt. Forsyningsskibe sejler fra Sisimiut til de fjerntliggende egne, såsom Uummannaq, Upernavik og helt op til Qaanaaq i Nordgrønland.

## Erhverv, infrastruktur og forsyning
I første omgang dominerede hvalfangsten i Sisimiut, som de to hvalknogler i centrum af landsbyen stadig vidner om i dag. Sisimiut var den første by i Grønland med fiskeindustri i begyndelsen af det 20. århundrede. Jagt er stadig et vigtig levebrød, og der primært jagtes sæler, hvalros, hvidhval, narhval, rensdyr og moskusokser.
I nutiden er produktionen af rejer fremherskende i byen, men fangsten af stenbider, torsk, havkat samt helleflynder spiller også en rolle. Grønlands største fiskefabrik ligger nu i Sisimiut. Byen er også hovedkvarteret for handelsselskabet KNI. Sisimiut er også et populært turistmål og et af landets vigtigste uddannelsescentre med talrige uddannelsesinstitutioner.

Af forretninger er der blandt andet tre Brugseni filialer, en fra Pisiffik, tre fra Spar, en fra Torrak, en fra JYSK.
Byen har sit eget busnetværk. Om vinteren sker megen landtransport
hundeslæder og snescootere.
Sisimiut Lufthavn er placeret 4,1 km nordvest for byen, ved udmundingen af Ulkebugten. Forbindelse til byer i udlandet sker gennem skift i Kangerlussuaqog Nuuk Lufthavn. Air Greenland har skemalagte forbindelser til Nuuk,
Havnen i Sisimiut er den nordligste havn, der er isfri året rundt i Grønland, og fungerer som landets maritime centrum nord for Nuuk. Her udgår forsyningsskibe fra, og betjener det meste af vestkysten fra Uummannaqfjord-regionen til Qaanaaq. Havnen har en kajlængde på 1,3 km med flere kajer. Der er også en fritidshavn for private både med otte anløbsbroer længere mod øst.
Selskabet Nukissiorfiit sikrer byens elforsyning via et vandkraftværk og et nøddieselkraftværk. Drikkevandsforsyningen kommer fra flere søer, hvorfra vandet renses i vandværket i den østlige del af byen. Byens affald bliver dumpet og derefter brændt. To tredjedele af husene er tilsluttet kloaksystemet. Spildevandet udledes normalt i havet.
Polaroil, der er et oliedistributionsvirksomhed har hovedsædet i Sisimiut.
Der er to banker: Grønlandsbanken og BankNordik, et bibliotek, et posthus og et sygehus med 19 senge.
Sisimiut Forbrændingsanlæg blev indviet 15. november 2000, og er opført med tilskud fra Miljøministeriet. Anlæggets overskudsvarme anvendes til opvarmning af en del af husene i Sisimiut.

## Kirken
Zions Kirke (også kaldet Sisimiut Kirke), er en rødmalet trækirke fra 1926 med 400 siddepladser. Kirken er rejst på et klippefremspring i nærheden af den gamle kirke Bethel Kirken fra 1775., som i nutiden fungerer som kulturhus.
I 1984 blev kirken udvidet ved at skære kirken over ved koret og rykkede hele koret med alterpartiet ca. 10 meter bagud. Derefter byggede man dem sammen.

## Historie

### Saqqaq-kulturen
Sisimiut har været beboet i omkring 4.500 år af mennesker fra Saqqaq-kulturen, der ankom fra de arktiske egne af Canada. I løbet af den første periode bosatte de sig på talrige steder langs den grønlandske vestkyst. På dette tidspunkt lå vandstanden en del over den nuværende, der dog gradvist er faldet efter mange års landhævninger. Saqqaq-kulturen forblev i det vestlige Grønland i næsten to tusinde år. I modsætning til de efterfølgende indvandringer efterlod Saqqaq-kulturen et utal af grave og andre arkæologiske skatte langs Davisstrædet fra Diskobugten til Labradorhavet syd for Nuuk.
Undersøgelser nær lufthavnen har afdækket de skiftende bebyggelsesmønstre i Saqqaq-kulturen. Her har undersøgelser vist, at kulturens boliger varierede fra telte af dyreskind til ildsteder af sten. Undersøgelserne viser også overgangen fra enfamiliesbebyggelser til små landsbyer med flere familier. Der er dog ingen tegn på, at kulturen har været struktureret i en større skala. Til trods for dette er der bevis for, at der har været foretaget en koordineret rensdyr-jagt, der enten blev organiseret i landsbyen eller af individer, der var forbundet løst. Selvom nutidens teknologi indenfor DNA forskning tillader, at forskere kan undersøge kulturens færden, er det ikke endnu lykkedes at finde grunden til kulturens forsvinden.

### Dorset-kulturen
Efter århundreder uden nogen permanent befolkning ankom den anden bølge af indvandrere fra Canada. Denne bølge bragte Dorset-kulturen til det vestlige Grønland og er kendt som Dorset I, der ankom omkring år 500 og bosatte regionen i omkring 700 år. Den tidlige Dorset-kultur blev efterfulgt af Dorset II og har ikke efterladt sig mange arkæologiske artefakter nær Sisimiut.
De fleste artefakter fra Dorset-kulturen er blevet fundet længere mod nord især i området nær Diskobugten, mens der længere sydpå ikke er fundet betydelige mængder af artefakter. Omkring Sisimiut er der især fundet rester af dyreknogler samt harpuner.

### Thule-kulturen
Inuitterne blandt Thule-kulturens efterkommere udgør i dag størstedelen af befolkningen i byen og ankom for næsten tusinde år siden. De første optegnelser er dateret til omkring det 13.-14. århundrede. Thule-folket var meget mere teknologisk udviklet end den forrige Dorset-kultur, selvom de stadig ernærede sig ved jagt på hvalrosser, rensdyr og især sæler. Dette er også kaldet subsistensøkonomi, hvor produktionen (her jagt) hovedsageligt går til privat forbrug og var gennemgående karakteristisk ved den tidlige Thule-kultur.
Vandstanden var betydelig højere end i dag, og derfor var Sisimiutdalen øst for Ulkebugten delvist under vand. Det er her, de fleste artefakter og historiske grave er blevet fundet. Kystlinjen mellem Sisimiut og Kangaamiut havde en rig fauna, hvilket gjorde området attraktivt for indvandring. På baggrund af den store mængde af historiske artefakter er området fra 2003 kandidat til at komme på UNESCOs Verdensarvsliste.

### Kolonitiden
Der er ingen tydelige tegn på historisk, nordisk bebyggelse i området. Med etableringen af Hans Egedes første danske kolonier dominerede hollandske hvalfangere området omkring Sisimiut. Da Bergenskompagniet grundlagde en hvalfangststation på Nipisat Ø, der ligger ca. 30 km nord for den nuværende by, blev den hurtigt brændt ned af de hollandske fangere. Det var først, da Jacob Severin fik monopol på den grønlandske handel og samtidig fungerede som agent for den danske flåde, hollænderne blev besejret i en række vigtige slag i 1738-39.
Da den nuværende by blev grundlagt i 1764 af det "Det almindelige Handelskompagni", var det som kolonien Holsteinsborg.
Kolonisterne anlagde flere landsbyer i området, hvor der i dag kun er to tilbage; Itilleq og Sarfannguit. Ifølge "Den Kongelige Grønlandske Handel" var Holsteinsborg centrum for handel med rensdyrskind.
Adskillige af de oprindelige bygninger fra 18. århundrede findes stadig i Sisimiut, heriblandt Gammelhuset fra 1725 og
Bethel Kirken og kaldet den blåkirke.
Indgangen til kirkegården ved den Blå Kirke er dekoreret med en unik port af eet hvalkæbeben.
I 1801 blev byen ramt af en koppeepidemi, der dræbte 400 af indbyggerne. Byen overvandt hurtigt tilbagegangen og voksede i hele det 19. århundrede.

### 1900-tallet og frem
Fra 1911 dannede kolonien Holsteinsborg også sit eget fællesskab,. Det var en del af den 11. regionsrådskreds i Sydgrønland.
I 1918 boede 293 mennesker i Sisimiut, heraf otte europæere. Blandt grønlænderne var der 19 jægere og 10 fiskere. Offentlige ansatte i kommercielle tjenester var koloniforvalteren, handelsassistenten, en værkfører, tre tømrere, tre bødkere, en våbensmed, en smed, en bager, en bådsmand, en kok, en kolonist, en sygeplejerske og en jordemoder, og i gudstjenesterne præsten og to kateketer. Foruden 32 grønlandske huse var der i 1918 i Sisimiut et hus fra 1846, der tjente kolonialforvalteren og medhjælperen, et hus formentlig fra 1756, der rummede bager- og snedkerværksted, et proviantlager med en butik opført 1852, et provianthus fra 1844, et spækhus fra 1844, et spækhus fra 1853, et sygehus fra 1906, et bryggeri, et smedehus, et laksehus, et fiskehus, et materialehus, tre kulskure, et bådehus, et fængsel, et vaskehus, et krudthus og et petroleumshus, kirken fra 1773, præstens lejlighed og skolen. Præsten drev en kateketskole, der afløste uddannelsen på Grønlands seminarium for kateketer.

I begyndelsen af det 20. århundrede begyndte man at skifte fra sæl til fiskeri og fiskeforarbejdning. Saltværket fra 1914 blev i 1924 udvidet til et fiskefabrik, som blev det første af sin art i Grønland. Her blev også landets første værft bygget i 1932. Fra 1935 til 1949 forarbejdede fiskefabrikken kun rejer, indtil rejerne forsvandt. Herefter blev fabrikken revet ned. I 1948 blev der bygget en ny skole, som efterfølgende blev udvidet flere gange. Med opførelsen af et kraftværk i 1950 fik Sisimiut strøm. Fra 1953 til 1956 blev der bygget et nyt hospital med 32 senge. En børnehave blev indrettet i den tidligere præstelejlighed i 1954. I 1955 blev der bygget et vandværk. En ny fiskefabrik blev bygget i 1957/58. I 1958 blev det gamle hospital omdannet til skolekollegie og samme år blev der bygget en brandstation. I begyndelsen af 1960'erne blev Knud Rasmussenip Højskolia bygget som den første Højskole i Grønland. I 1964 blev Sisimiut tilsluttet flytrafikken via en heliport. Et alderdomshjem blev bygget i 1965/66, en vuggestue i 1967/68 og en ny børnehave i 1969. I 1967/68 blev der bygget en ny butik med bageri og fra 1968 til 1969 blev der igen bygget en ny fiskefabrik. Havnen er blevet udvidet siden 1950'erne og fik kaj til store skibe i 1970.
Da grønlænderne begyndte at blive flyttet fra små landsbyer til byer i 1960'erne, voksede Sisimiut til sin nuværende størrelse. I løbet af denne udvikling blev bybilledet i stigende grad domineret af store præfabrikerede bygninger.
Indtil 2008 var Sisimiut administrativt centrum for Sisimiut Kommune, der blev til den nye Qeqqata Kommune fra den 1. januar 2009. Dog bevarede Sisimiut sin status som administrativt centrum, der udover Sisimiut består af den tidligere Maniitsoq Kommune og den tidligere amerikanske flyvebase Kangerlussuaq, der tidligere var uden for kommunal inddeling.

## Geografi
Sisimiut ligger ca. 320 km nord for Nuuk, og ca. 75 km nord for polarcirklen, på den østlige side af Davisstrædet. Byen ligger på en stor halvø, der afgrænses mod nord af fjorden Kangerluarsuk Tulleq og den brede
fjord Amerloq mod syd.
Umildbart nord for Sisimiut, findes bugten Kangerluarsunnguaq (Ulkebugten), der skiller byen og lufthavnen. Lufthavnen findes ved den sydlige fod af det 544 meter høje fjeld Palasip Qaqqaa (Præstefjeldet). Bugten er beskyttet fra det åbne hav og har gode besejlingsforhold. Både Sisimiut Havn og lystbådehavnen ligger på den sydlige bred af bugten. Den 4,1 km lange vej til lufthavnen passerer ved en bro bugten. Lige nord for broen er den nye bydel Akia under udbygning. Halvvejs mellem by og lufthavn findes en strand med mørkt sand, der i sommermånederne er populær.
Mod øst strækker sig en bred dal fra bunden af bugten Kangerluarsunnguaq (Ulkebugten), der mod nord afgrænses af udløberen til
Palasip Qaqqaa (Præstefjeldet), og mod syd af fjeldet Majoriaq. Polarruten mellem Sisimiut Kangerlussuaq starter i dalen og alt efter valg af rute er mellem 150 og 170 kilometer. I midten af dalen rejser det 411 meter høje fjeld sig, omkranset af flere søer, hvoraf den ene tjener som drikkevandsreservoir for Sisimiut. Der er god adgang til hele området vha. en grusvej, hvilket gør det til et populært udflugtsmål.
Mod sydøst afgrænses dalen af Nasaasaaq-massivet, der har flere høje toppe. Den højeste er det 784 meter høje fjeld Nasaasaaq (Kællingehætten).

## Klima
Sisimiut ligger i polarklima og tilhører kategori E indenfor Köppens klimaklassifikation. Den gennemsnitlige temperatur er 10 °C eller lavere. De koldeste måneder har en gennemsnitstemperatur i februar på -10,2 °C og i marts -10,1 °C. De varmeste måneder er juli og august, der har gennemsnitstemperature på 9,8 °C og 9,3 °C og er de eneste måneder med temperaturer over 1 °C på den gennemsnitlige minimum temperatur. Nedbørsmængden er meget lav i Sisimiut, og det meste nedbør forekommer i perioden juli til december.
| Vejr for Sisimiut, Grønland (1961-1990)                | Vejr for Sisimiut, Grønland (1961-1990) | Vejr for Sisimiut, Grønland (1961-1990) | Vejr for Sisimiut, Grønland (1961-1990) | Vejr for Sisimiut, Grønland (1961-1990) | Vejr for Sisimiut, Grønland (1961-1990) | Vejr for Sisimiut, Grønland (1961-1990) | Vejr for Sisimiut, Grønland (1961-1990) | Vejr for Sisimiut, Grønland (1961-1990) | Vejr for Sisimiut, Grønland (1961-1990) | Vejr for Sisimiut, Grønland (1961-1990) | Vejr for Sisimiut, Grønland (1961-1990) | Vejr for Sisimiut, Grønland (1961-1990) | Vejr for Sisimiut, Grønland (1961-1990) |
|                                                        | Jan                                     | Feb                                     | Mar                                     | Apr                                     | Maj                                     | Jun                                     | Jul                                     | Aug                                     | Sep                                     | Okt                                     | Nov                                     | Dec                                     | År                                      |
| ------------------------------------------------------ | --------------------------------------- | --------------------------------------- | --------------------------------------- | --------------------------------------- | --------------------------------------- | --------------------------------------- | --------------------------------------- | --------------------------------------- | --------------------------------------- | --------------------------------------- | --------------------------------------- | --------------------------------------- | --------------------------------------- |
| Gennemsnitlig maks °C                                  | −9,4                                    | −10,2                                   | −10,1                                   | −3,6                                    | 2,9                                     | 6,8                                     | 9,8                                     | 9,3                                     | 5,8                                     | 0,7                                     | −3,2                                    | −6,9                                    | −0,68                                   |
| Gennemsnitlig min °C                                   | −16,3                                   | −17,7                                   | −18                                     | −10,9                                   | −3,2                                    | 0,8                                     | 3,3                                     | 3,3                                     | 0,7                                     | −4,4                                    | −8,7                                    | −13,3                                   | −7,03                                   |
| Gennemsnitlig nedbør mm                                | 19                                      | 20                                      | 22                                      | 28                                      | 18                                      | 30                                      | 44                                      | 52                                      | 51                                      | 37                                      | 38                                      | 23                                      | 382                                     |
| Kilde (2. juli 2010): Danmarks Meteorologiske Institut |                                         |                                         |                                         |                                         |                                         |                                         |                                         |                                         |                                         |                                         |                                         |                                         |                                         |

## Demografi
Med 5.460 indbyggere i 2010 er Sisimiut en af de hurtigst voksende byer i Grønland,  som følge af øget tilflytning fra de omkringliggende bygder. Bortset fra Kangerlussuaq, er Sisimiut den eneste by i Qeqqata kommune, der udviser stabile vækstmønstre gennem de seneste to årtier.
Den skæve kønsfordeling er tydelig i Sisimiut, hvor der et stort overtal af mænd med omkring 20% færre kvinder i 1990 og 13% færre i 2010. Omkring 10% af byens indbyggere er født uden for Grønland. Det er et fald fra 16,5% i 1990 og 11,8% i 2000.

## Kultur
Knud Rasmussens Højskole blev grundlagt i 1962. Højskolen tilbyder højskoleophold af ca. 8 måneders varighed bestående af 2 moduler af hver 16 ugers ophold, hvor eleverne blandt andet undervises i fagene: dansk, engelsk, grønlandsk, Grønlands historie, kultur, drama, håndarbejde, økonomi styring , personlig udvikling og idræt. Desuden afholder højskolen kortere kurser som familiehøjskole, samt ordblinde kurser. I sommerperioden, når der ikke er elever, bliver højskolen brugt som kursussted for foreninger og organisationer.
Taseralik Kulturcenter arrangerer koncerter, teaterforestillinger, kunstudstillinger og andre former for underholdning. Centeret blev indviet i 2008 og og ligger i den østlige del af Sisimiut. Kulturhuset er en arkitekttegnet bygning på 1400 kvadratmeter. I selve bygningen er der foyer og reception og en cafe. Den udvendige del af koncertsalen og foyeren bruges også til udstillinger.
I et pakhus på havnen ligger Kunstnerværkstedet, hvor der blandt andet fremstilles tupilakker, smykker, kajakker, rensdyrtakker, moskushorn, hvalrostænder, sælskind, fedtsten, hvalbarder og smykkesten. Stedet er frit tilgængelige for værkstedets besøgende.
Der er åbent hele året.
Sisimiut Museum blev grundlagt i 1986 i byens ældste hus, Gammelhuset, som kan dateres tilbage til 1756. Museet har siden overtaget de fleste bygninger i Sisimiuts gamle bydel og fremstår i dag som et frilandsmuseum.

## Undervisning
Byen har to folkeskoler. Byens mange uddannelsesmuligheder præger den erhvervsmæssigt og kulturelt.
Uddannelserne i Sisimiut er koncentreret i uddannelsescenteret "Sanaartornermik Ilinniarfik" midt i byen. Centeret har uddannelser i bygge- og anlæg, teknisk gymnasium (GUX), råstofskolen, sprogkurser og en maskinmesteruddannelse i samarbejde med Maskinmesterskolen København. Gymnasiet GUX tilbyde tre naturvidenskabelige og to almene studieretninger. 
Center for Arktisk Teknologi afholder de tre første semestre af uddannelsen til arktisk ingeniør, ligesom centeret fungerer som base for forskningsprojekter i Grønland.

### Turisme
Grønlandsk kunsthåndværk, fremstillet på små værksteder på havnen, bliver solgt i små butikkerne langs hovedgaden.
I Sisimiut findes der flere hoteller, et vandrehjem og et konferencecenter. Byen har en opvarmet svimmingpool, der er placeret på pæle, for at undgå at varme skal smelte permafrosten under swimmingpoolen. Der findes flere campingpladser i byen, samt en skilift op ad Kællinghætten, som er i drift hele vinteren.
Turisme er blevet vigtigere og vigtigere for byen. Året rundt tilbydes forskellige aktiviteter som hundeslædekørsel, heliskiing, guidede vandreture, bjergbestigning, kajak og sejlsport.
Siden 1998, har der hvert år været afholdt det 160 km lange langrendsløb, Arctic Circle Raceway med mange internationale deltagere.
Arctic Circle Trail er en 165 km lang vandrerute på mellem Sisimiut og bygden Kangerlussuaq. Der er fri adgang til otte hytter langs ruten og det tager normalt mellem otte og ti dage på at gennemføre turen.

## Kendte personer
- Rasmus Berthelsen, født 10. juli 1827 i Sisimiut, død 4. januar 1901, var en grønlandsk lærer, digter, komponist og redaktør
- Jørgen Niels Peter Chemnitz, født 13. februar 1890 i Sisimiut, død 19. april 1956, var en grønlandsk tolk og udstedsbestyrer
- Jess Gustav Rasmus Berthelsen, født 5. maj 1958 i Sisimiut, er en grønlandsk fagforeningsmand
- Agathe Fontain, født 24. april 1963 i Sisimiut) er en grønlandsk politiker
- Henrik Fleischer, født 24. april 1963 i Sisimiut er en grønlandsk politiker
- Sofia Geisler, født 23. januar 1963 i Sisimiut er en grønlandsk politiker og journalist
- Erik Jensen, født 15. juli 1975 i Sisimiut er en grønlandsk politiker
- Randi Vestergaard Evaldsen, født 13. april 1984 i Sisimiut er en grønlandsk politiker

## Venskabsbyer
Sisimiut har følgende venskabsbyer.
- - Albertslund, Danmark[33]
- - Klaksvík, Færøerne
- - Whitstable, Storbritannien[34]